# Pheidole cavifrons
Pheidole cavifrons (лат.) — вид муравьёв рода Pheidole из подсемейства Myrmicinae (Formicidae). Южная Америка: Аргентина, Бразилия, Уругвай. Мелкие с узким телом муравьи (около 2 мм) жёлтого цвета (характерные для рода большеголовые солдаты крупнее, около 3 мм). Проподеум крупных рабочих выпуклый. Усики рабочих 12-члениковые с 3-члениковой булавой. Скапус усиков солдат очень короткий (длина 0,34 мм), в несколько раз короче головы. Ширина головы крупных солдат — 0,76 мм (длина головы — 1,06 мм). Ширина головы мелких рабочих 0,46 мм, длина головы 0,52 мм, длина скапуса — 0,34 мм. Стебелёк между грудкой и брюшком состоит из двух члеников: петиолюса и постпетиолюса (последний четко отделен от брюшка). Pheidole aberrans относится к видовой группе Pheidole aberrans Group и сходен с видами Pheidole aberrans, Pheidole longior и Pheidole obnixa.